# Lena Nyman
Ana Lena Elisabet Nyman conocida como Lena Nyman (Estocolmo, 23 de mayo de 1944 - ibíd. 4 de febrero de 2011) fue una actriz de cine, teatro y televisión sueca.

## Biografía
Comenzó su carrera artística muy tempranamente participando a los 6 años en el Teatro Infantil de Estocolmo.
En 1955 realizó su primera aparición cinematográfica en las películas Promesa peligrosa y El vagabundo y Rasmus, esta última basada en un guion escrito por Astrid Lindgren. Volvería a actuar en 1981 en una nueva versión de dicha película, actuando otro papel.
En 1960 comenzó a participar en el Real Teatro Dramático (Dramaten) donde estudió entre los años 1964 y 1967.
Después de haber participado en algunas películas, obtuvo su salto a la fama en 1967 en el film Soy curiosa – amarillo, del director Vilgot Sjöman, que dio que hablar por las escenas de desnudo y su lenguaje cinematográfico experimental.
Por su participación, recibió en 1968, el premio Guldbagge (Escarabajo de Oro) otorgado por el Instituto Cinematográfico Sueco (Svenska Filminstitutet).
En 1969 actuó en la pieza teatral La Opera de Tres Centavos, conocida obra de Bertolt Brecht.
En 1971 recibió el premio Gösta Ekman, y en 1975 el premio de Teatro de la Academia Sueca (Svenska Akademiens teaterpris) y el premio Daniel Engdahl otorgado por la Asociación Teatral (Teaterförbundet).
En la década de 1970 también colaboró en las producciones cinematográficas, para televisión y revistas musicales de Hans Alfredsson y Tage Danielsson, mostrando en estas últimas su talento cómico y musical.
En 1978 actuó junto a Ingrid Bergman y Liv Ullmann en la película Sonata de otoño dirigida por Ingmar Bergman.
En las décadas de 1980 y 1990 participó en numerosos largometrajes, películas para la TV y obras de teatro.
Lena Nyman se autodefinía como actriz dramática, pero también interpretó y grabó a poetas suecos, además de canciones de cuna.
En 2004 fue diagnosticada con la enfermedad neurológica Síndrome de Guillain-Barré, de la cual pudo recuperarse. El mismo año recibió la medalla Litteris et artibus, otorgada por la Casa Real sueca.
En 2006 actuó en 2 películas y en piezas teatrales en su ciudad natal, Estocolmo.
En agosto de 2006 tuvo que interrumpir su participación en la obra Largo viaje hacia la noche del autor Eugene O'Neill para ser intervenida quirúrgicamente debido a complicaciones de enfisema pulmonar.
El 18 de octubre del mismo año recibió el Premio O’Neill otorgado por el Real Teatro Dramático (Dramaten) a los actores de mérito suecos.
Lena se recuperó y volvió al escenario del Dramaten el 7 de octubre de 2007 en el rol de la madre, nuevamente en la obra de O'Neill Largo viaje hacia la noche, conjuntamente con el actor Börje Ahlstedt, con quien compartió roles en 1967 en la película Soy curiosa - amarillo.
Falleció el 4 de febrero de 2011 a los 66 años, después de un largo período de enfermedad.